# Provincia de Palawan
Palawan (en español: La Paragua) es una provincia insular de Filipinas de la región de la región tagala sudoccidental. Su capital es Puerto Princesa. En términos de superficie, es la provincia de mayor tamaño de todo el país.
Las islas se encuentran rodeadas por el mar de la China Meridional al noroeste, y por el mar de Sulú al sureste. La provincia toma su nombre de la isla mayor, Palawan.
La provincia actualmente está en transición para ser parte de la región de Bisayas Occidentales. Actualmente forma parte de la región tagala sudoccidental.

## Historia
La historia de Palawan puede seguirse desde hace 22 000 años, después de confirmarse el descubrimiento de los huesos del Hombre de Tabón en el municipio de Quezon. Conocidas como la Cuna de la civilización filipina, las cuevas de Tabon consisten en una serie de cámaras arqueólogos, antropólogos y otros expertos, descubrieron también herramientas y otros artefactos asociados con los huesos. Sin embargo el origen de los habitantes actuales de las cuevas no ha sido precisado, pero se estima que llegaron desde Borneo a través de un puente terrestre, que ahora está sumergido.

### Era precolonial
Hacia el año 982, mercantes chinos y olas de inmigrantes llegaron a las Filipinas provenientes de Borneo. Un autor chino se refirió a estas islas como Kla-ma-yan (Calamián), Palau-ye (La Paragua) y Paki-nung (Busuanga). Artesanías y otros artefactos recuperados en cuevas de Palawan muestran la relación que existía entre los mercaderes chinos y malayos.
En el siglo XII, habitantes malayos empezaron a poblar las islas. La mayoría de estos asentamientos estaba dominado por un cacique. La gente se dedicó al cultivo de jengibre, coco, camote, azúcar y plátano. También criaron puercos, cabras y gallinas. Sus actividades económicas eran la pesca, la cosecha y la caza, utilizando trampas hechas con bambú.

### Dominación española

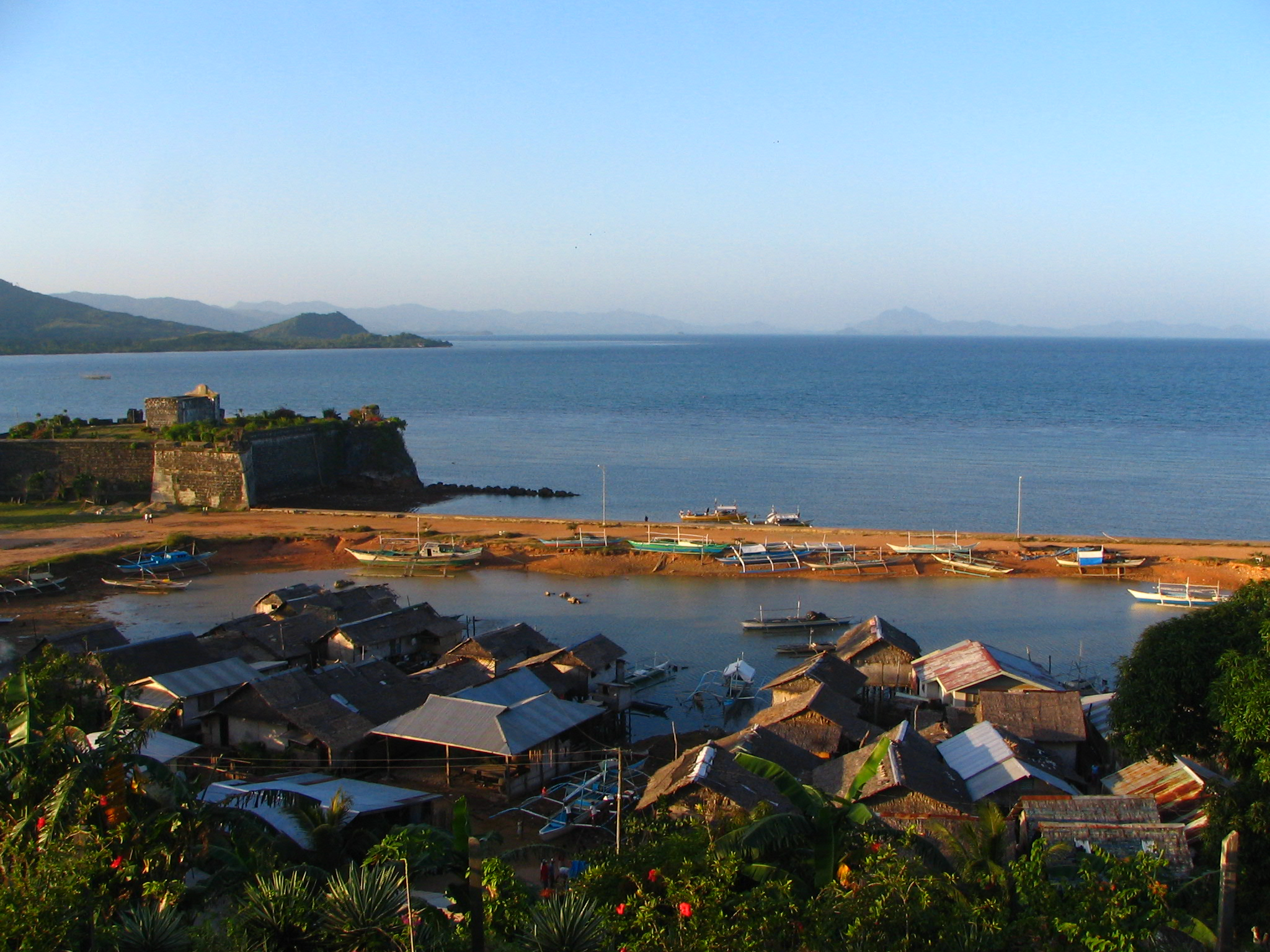
Taytay, capital de la Provincia de Calamianes en 1818.

En la primera parte del siglo XVII, frailes españoles mandaron misiones a Cuyo, Agutaya, Taytay y Cagayancillo, pero recibieron resistencia de las comunidades islámicas. Antes del siglo XVIII, España empezó a construir iglesias protegidas con guarniciones para defenderse de los ataques moros en los pueblos de Cuyo, Taytay, Linapacan y Balábac. En 1749, el sultanato de Brunéi le cedió la parte sur de Palawan a España.
Al principio, el territorio de Palawan (o Paragua, como era llamado) fue organizado como una sola provincia con el nombre de Calamianes, con su capital en Taytay. Después fue dividido en tres provincias: Castilla cubriendo la parte norte de la isla, con Taytay como capital; Asturias, en la parte sur de la isla con su capital en Puerto Princesa; y la Isla de Balábac, con su capital en el pueblo de Príncipe Alfonso.
En 1896 el Gobierno Político Militar de Isla de La Paragua estaba al frente de un capitán de fragata, con atribuciones judiciales y económicas.
 
La administración espiritual la ejercían misioneros Recoletos.

La población principal es Puerto Princesa, que entonces contaba con una población de 2587 habitantes, siendo su cabecera, puerto excelente al este de la isla, y estación naval.

Los demás pueblos, son: Taytay, 1590; Bacuit, 1250; Inagauan, 1177; Tinitian, 1668; Dumaran, 2311.

Extensión superficial, 11 749 km²; población, 10 989 habitantes, distribuidos en 6 pueblos y 20 rancherías o barrios.

### Dominación estadounidense
Tras la guerra hispano-estadounidense y la guerra filipino-estadounidense, se estableció un gobierno civil por los estadounidenses. Los límites de las provincias fueron revisados en 1903, el nombre de la provincia se anglicanizó como Palawan y Puerto Princesa fue declarada la capital.
Muchas reformas y proyectos fueron introducidos en la provincia más adelante. La construcción de escuelas, el fomento de la agricultura y el acercamiento de la gente hacia el gobierno fueron prioridades durante esta época.

## Masacre de Palawan
Durante la Segunda Guerra Mundial, a fin de evitar el rescate de prisioneros de guerra por parte de los aliados, el 14 de diciembre de 1944 los japoneses llevaron a los restantes 150 prisioneros a Puerto Princesa, a tres trincheras cubiertas a las que más tarde se les prendió fuego usando barriles de gasolina. A algunos prisioneros que intentaron escapar de las llamas se les disparó. Algunos lograron escapar por un acantilado que corría cerca de una de las trincheras, pero más tarde fueron perseguidos y asesinados. Sólo 11 hombres pudieron escapar de la matanza y entre 133 y 141 murieron. El sitio donde ocurrió la matanza puede ser visitado en la actualidad.

## Geografía

### Islas
Además de la isla de La Paragua también forman parte de esta provincia las islas Calamianes al norte, las islas de Bugsuk y Balábac al sur, la isla de Dumaran y el archipiélago cuyano al este.

### Ecoturismo
Palawan es considerada como "la última frontera" de Filipinas. La provincia cuenta con espléndidas playas y con dos zonas que son Patrimonio de la Humanidad, en parque nacional del río subterráneo de Puerto Princesa y el Parque marino del Arrecife de Tubbataha.

### Demografía y cultura
Según el censo de 2000 la población de la isla alcanzaba 737 000, que participan de 87 diferentes etnias y grupos culturales que viven en paz. La cultura originaria ha recibido importantes influencias de China, India y el mundo árabe. Los paragüeños nacidos en la isla aún son la mayoría. Contando la migración proveniente de otras partes de Filipinas, la población crece a una tasa de 3.98 % anual.
Un 18 por ciento de la población pertenece a los pueblos originarios tagbanuá, batac, molbog, cuyano y agutaíno y paraguano.

### Idiomas
Se hablan cuyano, filipino, hiligueino, joloano, batac, tagbanuá, paraguano y otros más. Tal diversidad lingüística es un exponente claro de la heterogeneidad de su población; se considera que existen 87 grupos raciales y culturales diferenciados en la región si bien la mayoría son de origen malayo, también hay influencias españolas, chinas y de países limítrofes.

### División administrativa
Palawan está subdividida en 23 municipios, que a su vez se dividen en 432 barangayes, y una ciudad. La ciudad es Puerto Princesa. Para las elecciones a la Cámara de Representantes esta provincia se divide en tres distritos.
| Ciudad/Municipio                 | N.º de Barangayes | Población (2010) | Área (km²) | Código    |
| -------------------------------- | ----------------- | ---------------- | ---------- | --------- |
| Aborlán                          | 19                | 32 209           | 807,33     | 175301000 |
| Agutaya                          | 10                | 11 906           | 37,31      | 175302000 |
| Araceli                          | 13                | 14 113           | 204,30     | 175303000 |
| Balábac                          | 20                | 35 758           | 581,60     | 175304000 |
| Bataraza                         | 22                | 63 644           | 726,20     | 175305000 |
| Punta de Brooke (Brooke's Point) | 18                | 61 301           | 1303,40    | 175306000 |
| Busuanga                         | 14                | 21 358           | 392,90     | 175307000 |
| Cagayancillo                     | 12                | 7116             | 26,39      | 175308000 |
| Corón                            | 23                | 42 941           | 689,10     | 175309000 |
| Cuyo                             | 17                | 21 847           | 84,95      | 175310000 |
| Dumarán                          | 16                | 21 397           | 435,00     | 175311000 |
| El Nido (Bacuit)                 | 18                | 36 191           | 923,26     | 175312000 |
| Linapacán                        | 10                | 14 180           | 195,44     | 175313000 |
| Magsaysay                        | 11                | 11 965           | 49,48      | 175314000 |
| Narra                            | 23                | 65 264           | 831,73     | 175315000 |
| Puerto Princesa                  | 66                | 222 673          | 2381,02    | 175316000 |
| Quezon                           | 14                | 55 142           | 943,19     | 175317000 |
| Roxas                            | 31                | 61 058           | 1177,56    | 175318000 |
| San Vicente                      | 10                | 30 919           | 1462,94    | 175319000 |
| Taytay                           | 31                | 70 837           | 1257,68    | 175320000 |
| Kalayaan                         | 1                 | 222              | 290,00     | 175321000 |
| Culión                           | 14                | 19 543           | 499,59     | 175322000 |
| Rizal (Marcos)                   | 11                | 42 759           | 1256,47    | 175323000 |
| Sofronio Española                | 9                 | 29 997           | 473,91     | 175324000 |

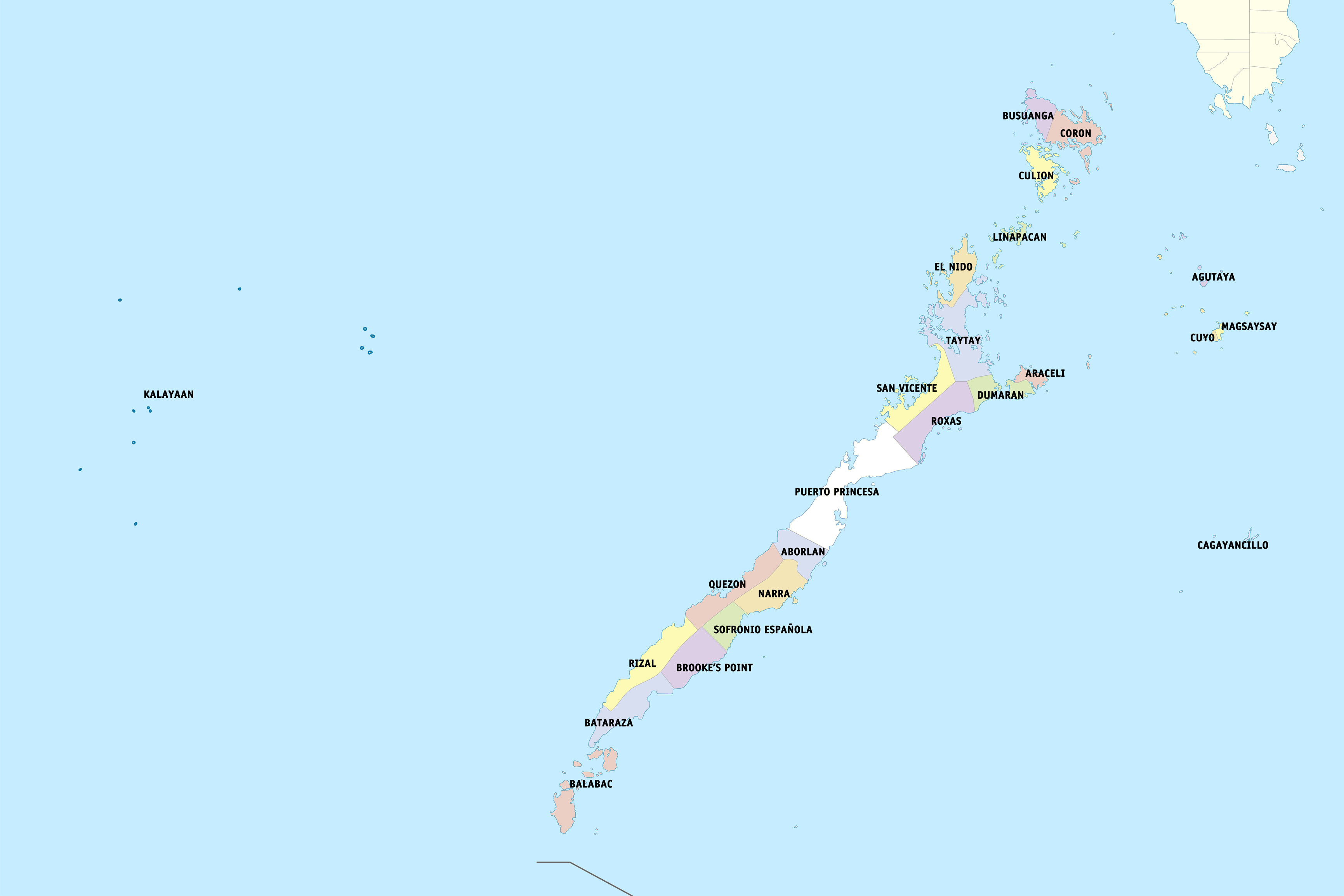
Mapa político de Paragua

Actualmente, el gobierno de Filipinas considera a las Islas Spratly, conocidas en la zona como el Grupo de Islas de Kalayaan, bajo su jurisdicción. Las islas se encuentran en el mar de la China Meridional. Sin embargo, China, Taiwán, Vietnam, Brunéi y Malasia también reclaman la posesión de estas islas, o de parte de ellas.
Trece municipios son considerados como continentales por formar parte de la isla principal.

### Religión
La religión predominante de la provincia es la musulmana, sobre todo en los municipios de Balábac y Bataraza, aunque también hay varios grupos de mormones y adventistas del séptimo día. Los católicos están divididos en dos vicariatos apostólicos, el Taytay al norte y el de Puerto Princesa al sur.